# Dobri Dol (Sopichté)
Dobri Dol (en macédonien Добри Дол) est un village du nord de la Macédoine du Nord, situé dans la municipalité de Sopichté. Le village comptait 431 habitants en 2002. Il se trouve au sud du mont Vodno.

## Démographie
Lors du recensement de 2002, le village comptait :
- Macédoniens : 424
- Valaques : 2
- Turcs : 1
- Serbes : 1
- Autres : 3